# کری‌ویله
کِرِی‌ْویلَه (به فنلاندی: Kreivilä) یک منطقهٔ مسکونی در فنلاند است که در شرق اوسیما واقع شده‌است.